# Rita Campos
Rita Bento Campos (Leiria, 21 de marzo de 2002) es una jugadora de balonmano portuguesa que juega de pivote en el SL Benfica y en la selección portuguesa de balonmano.

## Trayectoria
Criada en los equipos del Juventude Desportiva do Lis, en el que empezó en 2009, desarrollándose en su etapa formativa. En 2021 fue uno de los fichajes del SL Benfica (tras un breve paso por Noruega, truncado debido a la pandemia del COVID). Jugó en competición europea, llegando a las semifinales de la EHF European Cup y ganando, en su primera temporada, la Liga y la copa portuguesa, trofeos que volvió a levantar la temporada siguiente, en la época en la que el conjunto lisboeta recuperó la hegemonía en el campeonato luso.
Tras una gran temporada con el conjunto lisboeta, renovó y debutó en la Liga Europea de la EHF, anotando 8 goles.
A finales de la 2024/25 se anunció su fichaje por el Costa del Sol Málaga.

### Clubes
- 2020-21:  TIF Viking
- 2021-25:  SL Benfica

#### Datos de clubes
A fecha 23 de abril de 2025.
|                 | Partidos | Goles |
| --------------- | -------- | ----- |
| Liga portuguesa | 61       | 123   |
| Copa portuguesa | 11       | 21    |
| Europa          | 12       | 19    |

### Selección portuguesa
Participó en el europeo sub-17 de 2019 y en los Juegos Mediterráneos de 2022 aunque José Antonio Silva no contó con ella para el europeo de Austria, Hungría y Suiza.

## Trofeos y galardones
- 3 x Liga portuguesa (2021/22, 2022/23, 2023/24)
- 3 x Copa portuguesa (2021/22, 2022/23, 2024/25)
- 2 x Supercopa portuguesa (2022/23, 2023/24)

### Galardones individuales
- Premio a la mejor atleta juvenil (2017)[13]

## Vida
Es hija de Álvaro Campos, una histórica figura del balonmano portugués.